# Omorgus mictlensis
Omorgus mictlensis är en skalbaggsart som beskrevs av Deloya 1995. Omorgus mictlensis ingår i släktet Omorgus och familjen knotbaggar. Inga underarter finns listade i Catalogue of Life.